# Đinh Lập Nhân
Đinh Lập Nhân (tiếng Trung: 丁立人; bính âm: Ding Liren, sinh ngày 24 tháng 10 năm 1992) là một đại kiện tướng cờ vua Trung Quốc. Anh là người Trung Quốc đầu tiên từng chơi trong Giải đấu Ứng viên và vượt mốc 2800 Elo trên bảng xếp hạng thế giới của FIDE . Anh là nhà cựu vô địch cờ vua thế giới. Anh là kỳ thủ Trung Quốc được xếp hạng cao nhất và đồng thời là nhà vô địch cờ vua thế giới đầu tiên đến từ Trung Quốc cho đến nay, đánh dấu cột mốc chấm dứt thời kỳ vô địch thế giới một thập kỷ - 10 năm của cựu vua cờ Magnus Carlsen (2013-2023).

## Sự nghiệp

### Các giải trẻ
- Tháng 11, 2002: U10, giải vô địch cờ vua trẻ thế giới tại Heraklio, cùng điểm với Eltaj Safarli, 9½/11 điểm, xếp thứ 2 do kém tiebreak.[5].

Tháng 11 năm 2004, một lần nữa Đinh lại đồng điểm vô địch nhưng chỉ giành huy chương bạc do kém hệ số phụ tại Giải vô địch cờ vua trẻ thế giới với đồng hương Zhao Nan ở hạng tuổi U12 tại Heraklion. Trong giải cậu đã đánh bại những đối thủ đồng lứa mà sau này cũng trở thành kỳ thủ hàng đầu thế giới như Caruana và So.

### Giải cá nhân
Ngày 6 tháng 6 năm 2009, ở tuổi 16, Đinh Lập Nhân đã trở thành người trẻ tuổi nhất từng giành danh hiệu vô địch cờ vua toàn Trung Quốc. Vào tháng 4 năm 2011, anh đã đoạt chức vô địch Trung Quốc lần thứ hai, và đã giành được danh hiệu này một lần nữa vào năm sau ở tuổi 19. Tháng 10 năm 2009, Đinh Lập Nhân trở thành đại kiện tướng cờ vua thứ 30 của Trung Quốc. Tại Cúp cờ vua thế giới 2011, anh đã bị Wesley So đánh bại ở vòng đầu tiên. Hiện tại anh đang học tại Đại học Luật Bắc Kinh.
Tại giải Tata Steel Chess Tournament 2015, Đinh Lập Nhân đồng giải nhì, nửa điểm kém hơn Magnus Carlsen. Sau giải đấu, anh và Carlsen đã luyện tập cùng nhau tại Doha, Qatar.
Năm 2017, Đinh Lập Nhân vô địch giải cờ vua Thâm Quyến lần thứ nhất. Đây là giải đấu mạnh với 6 kỳ thủ mời, thuộc nhóm 21 (Elo trung bình 2756), thi đấu vòng tròn hai lượt. Đinh vô địch với 6,5/10 điểm (+3 =7), hơn người về nhì 1 điểm.
Cũng trong năm này, với thành tích lọt vào chung kết Cúp cờ vua thế giới, Đinh là kỳ thủ Trung Quốc đầu tiên giành quyền tham dự Candidates, giải đấu chọn ra nhà thách đấu vào tranh ngôi vua cờ.
Trong giải Candidates 2018, Đinh là kỳ thủ duy nhất bất bại (+1 =13). Với 7,5 điểm anh xếp hạng 4 chung cuộc.
Tháng 6 năm 2018, Đinh Lập Nhân lần đầu tiên lên đến vị trí thứ tư trong bảng xếp hạng FIDE. Đây là vị trí cao nhất của một kỳ thủ Trung Quốc trong lịch sử, cũng là mức Elo cao nhất (2798). Sau đó anh tham dự giải Na Uy. Tuy nhiên vì một tai nạn xe đạp trong giải đấu khiến anh phải bỏ cuộc sau 3 vòng.
Tháng 4 năm 2023, Đinh Lập Nhân đánh bại Ian Nepomniachtchi và trở thành nhà vô địch cờ vua sau 14 trận đấu cờ tiêu chuẩn và 4 ván cờ nhanh (Tiebreaks)
Do đương kim vua cờ Magnus Carlsen từ chối bảo vệ danh hiệu của mình trước Ian Nepomniachtchi, người chiến thắng trong Giải đấu Ứng viên 2022, nên vị trí thứ hai của Đinh đủ điều kiện để anh đấu với Nepomniachtchi trong Giải vô địch cờ vua thế giới 2023. Năm 2023, anh thi đấu tại Giải Tatachess 2023, nơi anh thua Richard Rapport, R Praggnanandhaa và Anish Giri; những trận thua này đã làm elo giảm xuống dưới 2800, chỉ còn lại Magnus Carlsen elo 2800. Sau thành công ở Giải đấu Ứng viên, Đinh đã đánh bại Nepomniachtchi trong Giải vô địch cờ vua thế giới 2023, nhờ đó anh trở thành nhà vô địch cờ vua thứ 17 trong lịch sử.

## Thành tích
- Tháng 4, 2004: tham dự Giải đồng đội nam Trung Quốc tại Tế Nam, 1/4 điểm.
- Tháng 7, 2005: tham dự Giải cá nhân nam Trung Quốc tại Hợp Phì.
- Tháng 4, 2007: Giải khu vực 3.5 (Trung Quốc) tại Đức Châu, 6½/9
- Tháng 7, 2007: Bảng B, Giải cá nhân nam Trung Quốc tại Châu Hải, 7/10
- Tháng 5, 2008: Giải cá nhân nam Trung Quốc tại Bắc Kinh, 5½/11, xếp thứ 6.
- Tháng 6, 2008: Giải tuyển chọn kỳ thủ đi dự Olympiad, Ninh Ba, 4/10
- Tháng 7, 2008: Giải Czech Open 2008 MS U14 U16 – M-silnice Open tại Pardubice, 5/5
- Tháng 4, 2009: Giải khu vực 3.5 (Trung Quốc) tại Bắc Kinh, 5/11
- Tháng 5, 2009: Giải Asian Continental Individual Open lần thứ 8 tại Subic Bay Freeport, 6/11 điểm (chuẩn đại kiện tướng đầu tiên)
- Tháng 5, 2009: Giải cá nhân nam Trung Quốc tại Hưng Hóa, vô địch với 8½/11 và 2800+ TPR[16] (chuẩn đại kiện tướng thứ hai)
- Tháng 8, 2009: Thi đấu hữu nghị Nga – Trung (giải nam) tại Dagomys, 2½/5
- Tháng 9, 2009: Giải vua cờ Trung Quốc tại Cẩm Châu, 3½/7
- Tháng 4, 2011: Giải cá nhân nam Trung Quốc tại Hưng Hóa, vô địch với số điểm 9/11[17]
- Tháng 4, 2012: Giải cá nhân nam Trung Quốc tại Hưng Hóa, vô địch với số điểm 8/11[18]
- Tháng 10, 2012: Giải SPICE Cup tại St. Louis,Mỹ, đồng giải nhì với 5½/10[19]
- Tháng 4, 2013: Giải tưởng niệm Alekhine, xếp thứ 9 với kết quả +1−3=5.[20]
- Chủ Nhật, 8:00 PM (GMT +7) ngày 30 tháng 4, 2023: Giải cờ vua thế giới FIDE 2023, vô địch với kết quả 7 (2.5/1.5) vs Ian Nepomniachtchi